# Stagmomantis maculata
Stagmomantis maculata är en bönsyrseart som beskrevs av Lucien Chopard 1912. Stagmomantis maculata ingår i släktet Stagmomantis och familjen Mantidae. Inga underarter finns listade i Catalogue of Life.